# Дунайское сельское поселение
Дуна́йское се́льское поселе́ние — упразднённое муниципальное образование в составе Грайворонского района Белгородской области Российской Федерации.
Административный центр — село Дунайка.
19 апреля 2018 года упразднено при преобразовании Грайворонского района в Грайворонский городской округ.

## История
Дунайское сельское поселение образовано 20 декабря 2004 года в соответствии с Законом Белгородской области № 159.

## Население
| 2010  | 2011  | 2012  | 2013  | 2014  | 2015  | 2016  |
| ----- | ----- | ----- | ----- | ----- | ----- | ----- |
| 1202  | ↘1197 | ↘1175 | ↘1130 | ↗1134 | ↗1149 | ↘1124 |
| 2017  | 2018  |       |       |       |       |       |
| ↘1105 | ↘1104 |       |       |       |       |       |

## Состав сельского поселения
| № | Населённый пункт | Тип населённого пункта       | Население |
| - | ---------------- | ---------------------------- | --------- |
| 1 | Дунайка          | село, административный центр | ↘527      |
| 2 | Мощеное          | село                         | ↘360      |
| 3 | Пороз            | село                         | ↘315      |

## Достопримечательности
В нескольких километрах от села Пороз находятся остатки поселения древнего скифского государства Новье городище, что в переводе с древнерусского означает «город предков». Также это городище в материалах Харьковского университета именовали «Лодье», вероятно, потому, что с высоты птичьего полёта по форме оно напоминает лодку. Местные жители называют городище «Турецкий вал». Площадь городища — около 1 км².